# Лу Јоу
Лу Јоу (упрош: 陆游; трад: 陸游; пин: Lù Yóu, 1125 — 1210), је био кинески песник јужне династије Сунг. Рођен у Шаосингу у Џеђангу. Сматра се једним од највећих песника Јужне династије Сунг.
Сачувано је преко 9000 његових песама. Живео је у време кад су северни делови Кине били под татарима. У његовој поезији преовлађују патриотска осећања и жеља да се поврате изгубљене територије.